# Калинин (Мясниковский район)
Кали́нин — хутор в Мясниковском районе Ростовской области.
Административный центр и единственный населённый пункт Калининского сельского поселения.
Располагается  на берегу реки Мертвый Донец

## География
Хутор расположен на реках Мёртвый Донец и Сухой Чалтырь.

## История
В составе Области Войска Донского назывался хутор Беляевский Гниловской станицы. В 1869 году была построена станция Донец, позже переименованная в Хапры. По результатам переписи населения в 1915 году хутор имел: число дворов — 62, мужского населения — 347, женского населения — 521; существовало хуторское правление, церковь, церковно-приходская школа. В 1923 году хутор Беляевский был переименован в хутор имени Калинина. 

## Население
| 2002  | 2010  | 2012  | 2013  | 2014  | 2015  | 2016  |
| ----- | ----- | ----- | ----- | ----- | ----- | ----- |
| 3428  | ↗3767 | ↗3775 | ↗3905 | ↗4013 | ↗4129 | ↗4152 |
| 2017  | 2018  | 2019  | 2020  | 2021  |       |       |
| ↗4222 | ↗4284 | ↗4330 | ↗4409 | ↗4430 |       |       |

## Достопримечательности
- Вблизи хутора расположен объект культурного наследия федерального значения Хапровское городище[14].
- В апреле 2019 года открылся музей «Донская рыба». В экспозиции музея представлены чучела рыб, обитающих в водоемах региона, орудия лова, фотографии-свидетельства рыбного промысла на рыбоводном комбинате хутора в 1950-1960-е годы[15].
- В 2025 году в хуторе построили парк с подсветкой и со сценой, который находится возле реки мертвый Донец.

## Известные жители
На хуторе проживал Кривонос, Алексей Леонтьевич (1922—1955) — советский военнослужащий, подполковник, Герой Советского Союза.